# Ортацький сільський округ
Орта́цький сільський округ (каз. Ортақ ауылдық округі, рос. Ортакский сельский округ) — адміністративна одиниця у складі Зерендинського району Акмолинської області Казахстану. Адміністративний центр — село Ортак.
Населення — 772 особи (2021; 919 у 2009, 1257 у 1999, 1496 у 1989).
Станом на 1989 рік існувала Ортацька сільська рада (село Кзилтан, Ортак, селище Трофимовка) колишнього Кокчетавського району.

## Склад
До складу округу входять такі населені пункти:
| Населений пункт | Населення, осіб (1989) | Населення, осіб (1999) | Населення, осіб (2009) | Населення, осіб (2021) |
| --------------- | ---------------------- | ---------------------- | ---------------------- | ---------------------- |
| Кайинди, село   | 69                     | 41                     | 40                     | 34                     |
| Кизилтан, село  | 505                    | 508                    | 394                    | 363                    |
| Ортак, село     | 922                    | 708                    | 485                    | 375                    |